# والاس هاو
والاس هاو (انگلیسی: Wallace Howe؛ ‏ ۴ مارس ۱۸۷۸ – ۲۳ نوامبر ۱۹۵۷) بازیگر اهل ایالات متحده آمریکا بود.

## گزیدهٔ فیلم‌شناسی
- هل نده
- رئیس بزرگ سرخپوستان
- باقی پولت را بشمار
- یک ماه عسل پرجنب‌وجوش
- هرگز به من دست نزد
- بیرون تراموا
- یک روز ناگوار
- چاپ سویی اند کو
- ماراتن
- بله، آقا
- پرده را بالا بزن
- دارودسته ما
- تازه‌وارد
- کفش‌هاتو دربیار
- یک سرباز وظیفه در سیبری
- ردیف بعدی
- از پدر بپرس
- دیگر موجود نیست!
- بیرون کردن میکروب‌ها از آلمان
- هیچ‌چیز جز دردسر
- بخت خود را بیازما
- گاسی دو لول
- شماره تلفن، لطفاً؟
- پیاده شو و درستش کن
- جایی در ترکیه
- ارتفاع و سرگیجه
- راه شیری
- دیوانه سینما
- رِند شهری
- اسپیدی
- هارولد لوید به دانشگاه می‌رود
- خجالتی
- حقیقت تمام و کمال
- تلفات جنگ!
- ایمنی آخر از همه!
- پسر مامان‌بزرگ
- مردی که دریانورد شد
- هرگز سست نشو
- در میان حاضران
- یا همین حالا یا هیچ‌وقت
- یک وسترن شرقی
- ارواح جن‌زده
- جناب اعلیحضرت حقه‌باز
- دست به دهان
- تب بهاری
- آقای جاز جوان
- هوت مون!
- در آتش
- در حال پرسه
- هیچ‌کجا مثل زندان نیست
- دکتر جک